# Svidnička
Svidnička es un municipio del distrito de Svidník en la región de Prešov, Eslovaquia, con una población estimada a final del año 2024 de 135 habitantes.
Se encuentra ubicado en el centro-norte de la región, cerca del río Ondava (cuenca hidrográfica del río Tisza) y de la frontera con  Polonia.

## Demografía
| Año        | 1994 | 2004 | 2014    | 2024    |
| ---------- | ---- | ---- | ------- | ------- |
| Población  | 132  | 132  | 139     | 135     |
| Diferencia |      | +0 % | +5,30 % | −2,87 % |

| Año        | 2023 | 2024    |
| ---------- | ---- | ------- |
| Población  | 132  | 135     |
| Diferencia |      | +2,27 % |